# Cliffortia polygonifolia
Cliffortia polygonifolia är en rosväxtart som beskrevs av Carl von Linné. Cliffortia polygonifolia ingår i släktet Cliffortia och familjen rosväxter.

## Underarter
Arten delas in i följande underarter:
- C. p. membranifolia
- C. p. pubescens
- C. p. trifoliata